# Korneliusz Piotr Tiele
Korneliusz Piotr Tiele, (ur. 16 grudnia 1830 w Lejdzie, zm. 11 stycznia 1902 tamże) był holenderskim teologiem i uczonym. Studiował w Amsterdamie na tamtejszym uniwersytecie. Został pastorem. Później objął stanowisko profesora na Uniwersytecie w Lejdzie, z którego zrezygnował w 1901 roku.

## Niektóre dzieła
- Babylonisch-assyrische Geschichte (dwuczęściowe, 1886–1888);
- De Godsdienst van Zarathustra, van het Ontstaan in Baktrie, tot den Val van het Oud-Perzische Rijk (1864);
- De Vrucht der Assyriologie voor de vergelijkende geschiedenis der Godsdiensten (1877);
- Geschiedenis van den Godsdienst (1876);
- Vergelijkende geschiedenis van de egyptische en mesopotamische Godsdiensten (1872);
- Western Asia, according to the most Recent Discoveries (1894).